# Kappa Andromedae b
Kappa Andromedae b ist ein Brauner Zwerg um den Unterriesen Kappa Andromedae, den man zunächst für einen Super-Jupiter hielt. Kappa Andromedae leuchtet sehr schwach rötlich. Außerdem kühlt er nach und nach ab. Der Braune Zwerg umkreist Kappa Andromedae in einer Entfernung von etwa 55 AE, was in unserem Sonnensystem einer Umlaufbahn jenseits von Neptun und Pluto entspräche.

## Entdeckung
Kappa Andromedae b wurde vom Subaru-Teleskop direkt fotografisch aufgenommen. Zunächst hielt man Kappa Andromedae b für einen Gasriesen mit 12,8 Jupitermassen, durch eine Neueinschätzung des Alters des Stern wurde die Masse nach oben auf 37 bis 66 Jupitermassen korrigiert. Damit ist Kappa Andromedae b kein Planet mehr, sondern ein Brauner Zwerg.